# Mikołaj Ścibor Marchocki
Mikołaj Ścibor Marchocki herbu Ostoja (zm. w 1715 roku) – kasztelan żarnowski od 1694 roku (rezygnował przed 18 kwietnia 1712 roku), miecznik przemyski w 1677 roku.
Syn Aleksandra Ścibora z Marchowic i Anny de Solonkie Sulińskiej, dziedzic dóbr Szczuczyn, przyległa Wola Szczuczyńska i Dąbrowica. Podpisał elekcję księcia Conti w roku 1697 z województwa sandomierskiego, a 5 lipca 1697 roku podpisał w Warszawie obwieszczenie do poparcia wolnej elekcji, które zwoływało szlachtę na zjazd w obronie naruszonych praw Rzeczypospolitej.
Poseł sejmiku opatowskiego na sejm nadzwyczajny 1693 roku.
Był elektorem Augusta II Mocnego z województwa sandomierskiego  w 1697 roku.
Z żony Barbary z Dobrzelewa miał córkę Justynę, która wyszła za Waleryana Radeckiego – starostę romanowskiego i synów Karola, Stanisława i Aleksandra. Z nich Aleksander, kasztelan Żarnowski po ojcu 1713.
Pochowany w kościele parafialnym w Stopnicy.